# Théorie de la recherche d'emploi
 (septembre 2024).
Si vous disposez d'ouvrages ou d'articles de référence ou si vous connaissez des sites web de qualité traitant du thème abordé ici, merci de compléter l'article en donnant les références utiles à sa vérifiabilité et en les liant à la section « Notes et références ».
La théorie de la recherche d'emploi (ou théorie du job search) est une théorie économique qui permet d'expliquer la coexistence entre un chômage volontaire et un chômage involontaire. Elle explique la durée de chômage des agents économiques en la séparant en deux temps : chômage volontaire d'abord, chômage involontaire ensuite.Cette théorie a été développée par George Stigler dans les années 1960, et fait apparition pour la première fois dans un article de 1962 intitulé: "Information in the Labor Market" (Published By: The University of Chicago Press).  

## Théorie
Dans un premier temps, les chômeurs commencent par arbitrer entre les offres d'emplois qui leur sont proposées et le fait de rester au chômage. Ils ne rentrent alors dans le marché du travail que si le montant du salaire qui leur est proposé est supérieur à l'espérance mathématique (c'est-à-dire la moyenne) du salaire que l'on pourra leur proposer plus tard. Le niveau de salaire qui détermine s'il est plus avantageux pour le travailleur d'entrer sur le marché du travail (sortir du chômage) est appelé « salaire de réservation ». On peut ainsi parler d'un chômage volontaire. En d'autres termes, le travailleur reste au chômage tant que le bénéfice marginal qu'il retire des offres d'emploi qui lui sont proposées demeure inférieur au bénéfice marginal qu'il a à rester au chômage, dans l'attente d'offres meilleures et compte tenu de l'indemnisation dont il bénéficie. La rémunération au-dessous de laquelle le travailleur va décider d'entrer dans l'inactivité (de passer du statut de chômeur au statut d'inactif) est appelé « salaire de réserve ».
Dans un second temps, le chômage involontaire succède au chômage volontaire, les chômeurs recherchant à tout prix un emploi.
La théorie du job search fournit ainsi une explication au chômage frictionnel. Elle a également pour intérêt de permettre une conciliation entre les classiques et les keynésiens puisque, poursuivant ainsi les travaux d'Edmond Malinvaud et en particulier sa théorie du déséquilibre, elle permet d'expliquer la coexistence d'un chômage classique et d'un chômage keynésien.